# Pennalithus splendidus
Espèce
Synonymes
- Phrurolithus splendidus Song & Zheng, 1992
- Phrurolithus pennatoides Seo, 2018

Pennalithus splendidus est une espèce d'araignées aranéomorphes de la famille des Phrurolithidae.

## Distribution
Cette espèce se rencontre en Chine au Zhejiang, en Corée du Sud et au Japon sur Yaku-shima,.

## Description
La femelle holotype mesure 3,91 mm et le mâle paratype 3,23 mm.
Le mâle décrit par Suguro, Baba et Yamauchi en 2018 mesure 3,55 mm et la femelle 4,78 mm.
Les mâles mesurent de 3,47 à 3,67 mm et les femelles de 4,80 à 5,10 mm.

## Systématique et taxinomie
Cette espèce a été décrite sous le protonyme Phrurolithus splendidus par Song et Zheng en 1992. Elle est placée dans le genre Otacilia par Zamani et Marusik en 2020 puis dans le genre Pennalithus par Kamura en 2021.
Phrurolithus pennatoides a été placée en synonymie par Kamura en 2021.

## Publication originale
- Song & Zheng, 1992 : « A new species of the family Liocranidae (Araneae) of China. » Sinozoologia, vol. 9, p. 103-105.